# Leitender Notarzt

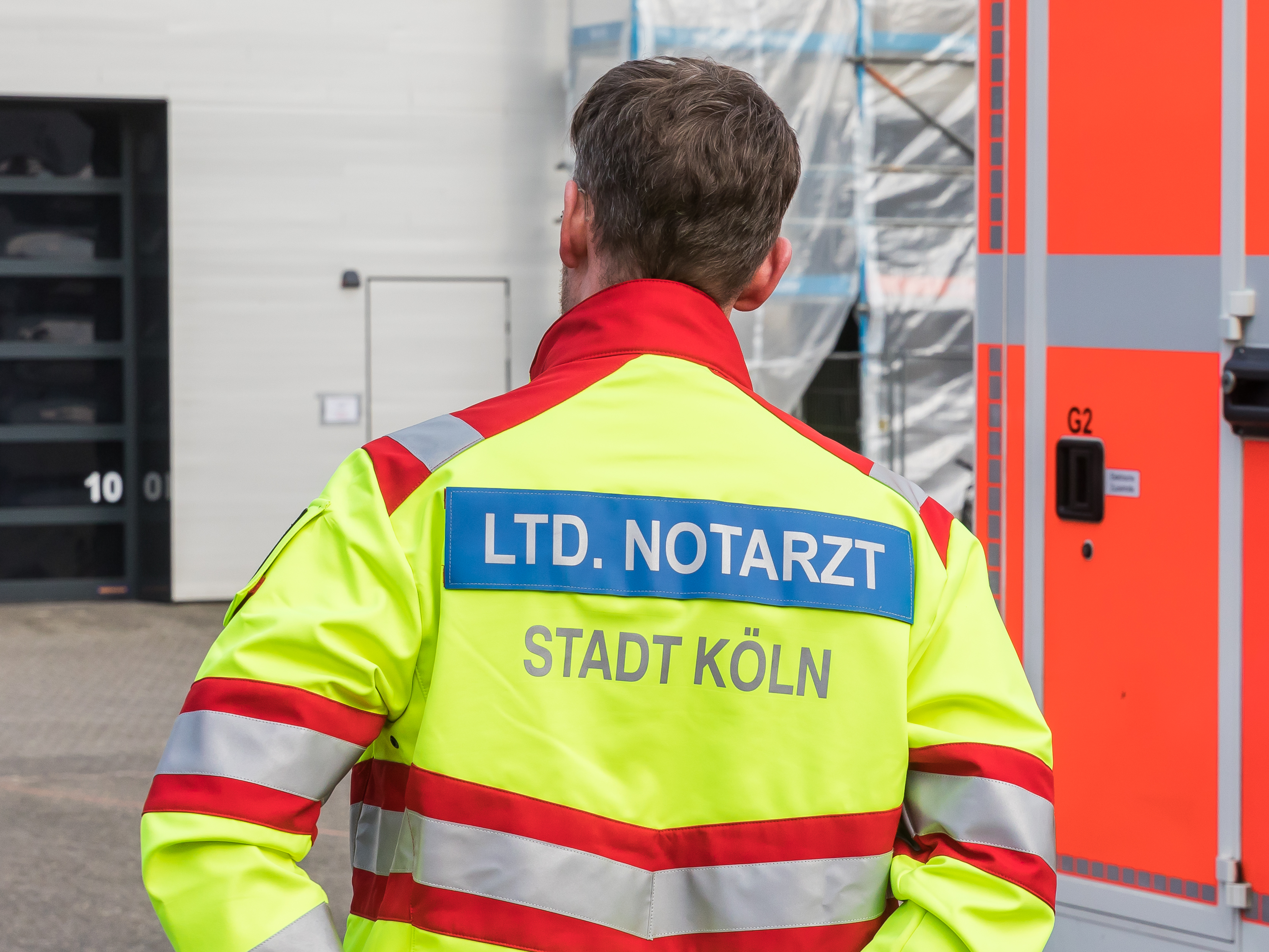
Leitender Notarzt der Stadt Köln

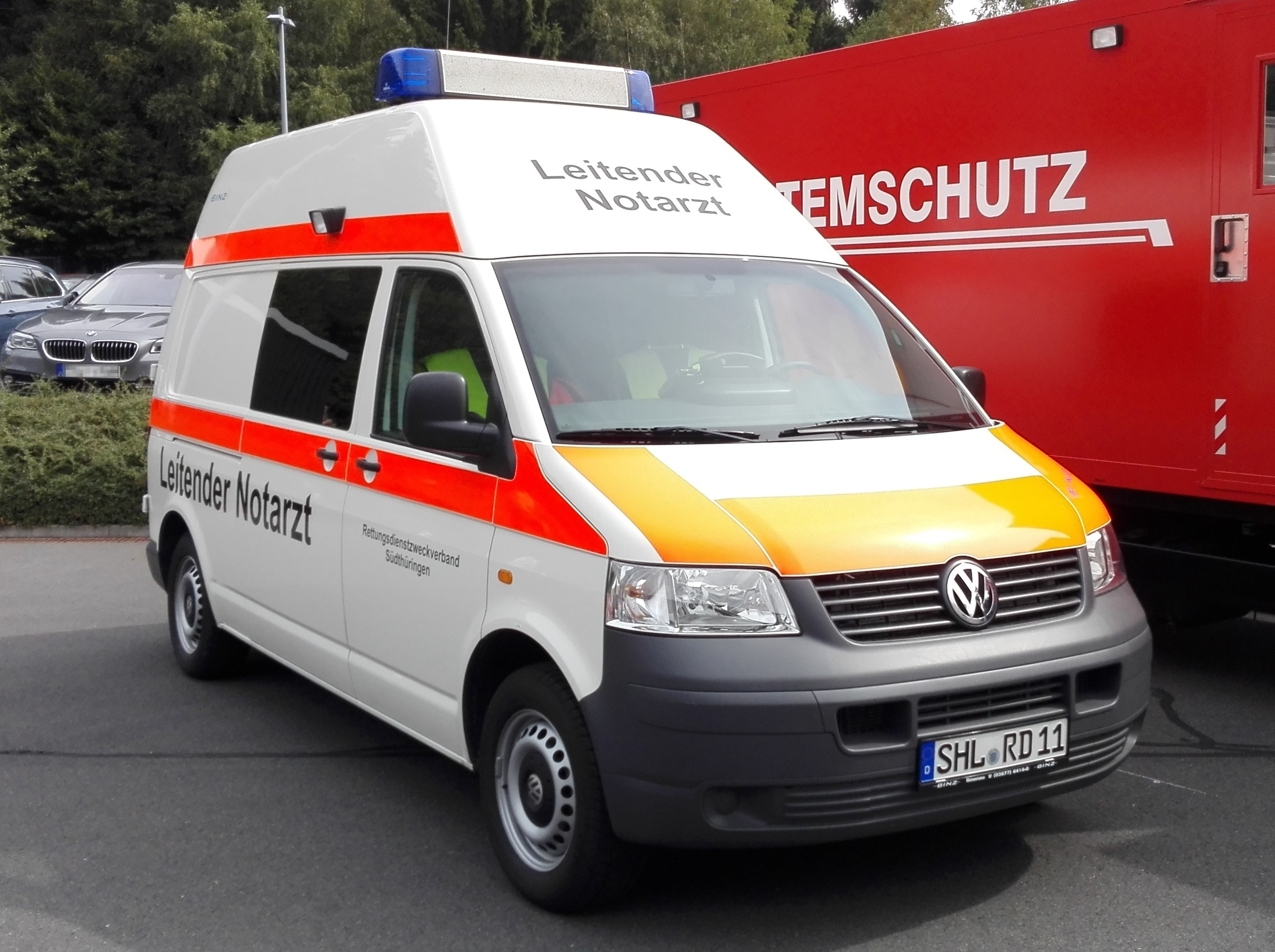
Fahrzeug eines Leitenden Notarztes des Rettungsdienstzweckverbandes Südthüringen

Der Leitende Notarzt (Abkürzung „LNA“ oder „Ltd. Notarzt“) ist eine ärztliche Führungskraft bei Großschadenslagen und im Katastrophenfall. Er hat alle medizinischen Maßnahmen am Schadensort zu leiten, zu koordinieren und zu überwachen. Er ist in Deutschland Teil der Sanitätseinsatzleitung (SanEL) beziehungsweise in Österreich Teil der Einsatzleitung Sanitätsdienst. In manchen Bereichen wird aber auch der Ärztliche Leiter Rettungsdienst als Leitender Notarzt bezeichnet.
Leitende Notärzte rekrutieren sich aus dem Kreis der aktiven Notärzte, nachdem sie durch den Hauptverwaltungsbeamten offiziell bestellt wurden.

## Aufgaben
Aufgaben des Leitenden Notarztes umfassen:
- Feststellung und Beurteilung der Lage aus medizinischer Sicht (Lagebeurteilung, Art des Schadens, Art der Verletzungen/Erkrankungen, Anzahl Verletzter/Erkrankter, Intensität/Ausmaß der Schädigung, Zusatzgefährdungen, Schadensentwicklung, Befreiung aus Zwangslagen, notwendiges Einsatzpotenzial, Anzahl der benötigten Kräfte, insbesondere Ärzte, Bedarf an Verbandsmaterial, Medikamenten und medizinischem Gerät, notwendige Transportkapazität, stationäre und ambulante Behandlungskapazität)
- Feststellung des Schwerpunktes und der Art des medizinischen Einsatzes (Sichtung, medizinische Versorgung, Transport)
- Festlegung der Behandlungs- und Transportprioritäten, der medizinischen Versorgung, Delegation medizinischer Aufgaben, Festlegung der Transportmittel und Transportziele.

## Einsatzindikationen
Die Alarmierung des diensthabenden Leitenden Notarztes erfolgt nach Einsatzstichwort der jeweils geltenden Alarm- und Ausrückeordnung (AAO). Die verschiedenen AAO sind daher sehr unterschiedlich aufgebaut, sodass keine einheitlichen Einsatzstichworte gibt. Klassische Einsatzindikation ist der Massenanfall von Verletzten.

## Besonderheiten in Deutschland

### Ausbildung
Um den hohen Anforderungen an einen Leitenden Notarzt gerecht zu werden, hat die Bundesärztekammer in ihrer Empfehlung festgehalten, dass als Qualifizierung zum Leitenden Notarzt ein 40-stündiges Seminar zu besuchen ist, welches auf die Tätigkeit als Notarzt und eine mindestens fünfjährige Tätigkeit als Arzt oder eine besonders einschlägige Facharztanerkennung aufbaut. Inhalte des Seminars sind unter anderem Patientensichtung, rechtliche Grundlagen und Einsatzorganisation, technische Themen und praktische Übungen. Eine regelmäßige Tätigkeit im Rettungsdienst wird vorausgesetzt. Wichtig sind auch Kenntnisse der regionalen Rettungs- und Gesundheitsinfrastruktur. Es sollen regelmäßig Auffrischungsseminare im Umfang von mindestens acht Stunden besucht werden.

### Funktion
Aufgaben, Unterstellungsverhältnisse, Voraussetzungen/Ausbildung, Alarmierung/Einsatzindikationen, Kennzeichnung und Benennung der „Leitenden Notärzte“ in Deutschland werden von den Ländern, zuständigen Kreisverwaltungen oder Hilfsorganisationen unterschiedlich geregelt. Laut Bundesärztekammer umfassen die Aufgaben die Lagebeurteilung, Entscheidungen zur Aufgabenlösung sowie die Formulierung notwendiger Anordnungen einschließlich der Abstimmung mit der Gesamteinsatzleitung.

### Normierung
Das Deutsche Institut für Normung (DIN) (Normenausschuss Rettungsdienst und Krankenhaus NARK und der Normenausschuss Feuerwehrwesen FNFW) definiert den Begriff in der DIN 13050 „Rettungswesen, Begriffe“ (Entwurf vom April 2000):
3.17 Leitender Notarzt (LNA)
Ein beim Rettungsdienst tätiger Arzt, der am Notfallort bei einer größeren Anzahl Verletzter, Erkrankter sowie auch bei anderen Geschädigten oder Betroffenen oder bei außergewöhnlichen Ereignissen alle medizinischen Maßnahmen zu leiten hat. Der Leitende Notarzt übernimmt medizinische Führungs- und Koordinationsaufgaben. Er verfügt über die entsprechende Qualifikation und wird von der zuständigen öffentlichen Stelle berufen.
Diese Definition hat die Bundesärztekammer im Kern übernommen.

## Besonderheiten in Österreich
In der gemeinsamen Einsatzleitung Sanitätsdienst sind der Einsatzleiter des Rettungsdienstes und der Leitenden Notarzt prinzipiell gleichgestellt, müssen jedoch auf Grund ihrer unterschiedlichen Zuständigkeiten (vergleichbar mit denen in Deutschland) ihre jeweiligen Belange miteinander koordinieren. Vor allem in ländlichen Regionen Österreichs kommt es oftmals vor, dass kein eigener Leitender Notarzt existiert, weshalb diese Funktion vom regulär diensthabenden Notarzt in einem Zuständigkeitsbereich übernommen wird bzw. werden muss. Diese „Doppelbelastung“ führt oftmals dazu, dass in der Praxis die Funktion des Leitenden Notarztes erst dann in Aktion tritt, wenn sich mehrere Notarztmittel an einem Einsatzort befinden, ansonsten übernimmt der einzige regulär im Dienst stehende Notarzt die Erstsichtung und Erstversorgung von Patienten am Einsatzort und überlässt die Leitung dem Einsatzleiter des Rettungsdienstes, mit dem er sich dann abspricht und ihn in medizinischen Belangen berät.